# 아가월드몬테소리
아가월드몬테소리는 대한민국의 영유아교육 기업이다. 1980년 8월 20일 아가월드로 창립되어 어린이 교육문화사업을 하였다.
2016년부터 AMI(국제몬테소리협회)와의 협업을 통해 몬테소리 교육법 교구를 판매중이다.

## 사건
몬테소리 교육법에 관한 상표권을 취득한 김석규 한국몬테소리 회장과의 소송에서 승소했다. (몬테소리 사건)